# Володимир (Сабодан)
Володимир, Митрополит Київський і всієї України (у миру Віктор Маркіянович Сабодан; 23 листопада 1935 — 5 липня 2014) — архієрей УПЦ з 1966 року, у 1992–2014 роках її предстоятель, митрополит Київський і всієї України (а за версією РПЦ). Був головою і членом синоду УПЦ (МП), постійним членом Синоду РПЦ, членом Президії Міжсоборної присутності РПЦ. Герой України (2011).
У 1987—1996 роках керівник справами Московської патріархії. 1990 року зайняв друге місце на виборах патріарха Московського, поступившись Алексію ІІ. 2009 року мав шанси бути обраним патріархом РПЦ після його смерті. Відмовився, заявивши, що хоче постати перед Богом 121-м митрополитом Київським, а не 16-м патріархом Московським.

## Життєпис

### Дитинство і юність
Народився 23 листопада 1935 у селі Марківці, Летичівського району Хмельницької області у селянській родині, яка постраждала під час Голодомору 1932-33 років.
З дев'яти років ніс різні послухи при Свято-Архангело-Михайлівському храмі рідного села, який відкрила після сталінського терору німецька влада. Після закінчення Меджибізької середньої школи навчався в Одеській духовній семінарії (1954–1958).
1958-1962 — навчався в Ленінградській духовній академії, кандидат богослов'я за наукову роботу «Христос спаситель — начальник світу».
Викладав в Одеській духовній семінарії, виконував обов'язки старшого помічника інспектора, одночасно обіймав посаду секретаря Одеського єпархіального управління.

### Початок служіння
14 червня 1962 року митрополит Херсонський і Одеський Борис Вік висвятив Сабодана у сан диякона, 15 червня — в сан ієрея, 26 серпня отець Віктор був пострижений у чернецтво з нареченням імені на честь святого рівноапостольного князя Володимира.
У 1965 році закінчив аспірантуру при Московській духовній академії, став ректором Одеської духовної семінарії з возведенням у сан архімандрита. 1966 призначений заступником начальника Руської духовної місії в Єрусалимі.
23 червня 1966 року став єпископом Звенигородським, вікарієм Московської єпархії з дорученням виконувати обов'язки представника РПЦ на Всесвітній Раді Церков. Хіротонію в єпископа очолив митрополит Крутицький і Коломенський Пимен (Ізвєков), згодом Патріарх Московський і всієї Русі. Таїнство хіротонії відбулося 9 липня 1966 року в Успенському соборі Троїце-Сергієвої Лаври.
28 листопада 1968 року єпископ Володимир був переміщений на Переяслав-Хмельницьке вікаріатство Київської єпархії.
З 20 березня 1969 року — єпископ Чернігівський і Ніжинський, тимчасово керував Сумською єпархією. Протягом 1970–1973 років був відповідальним редактором журналу «Православний вісник».
18 квітня 1973 року призначений єпископом Дмитрівським, вікарієм Московської єпархії, ректором Московської духовної академії і семінарії, 9 вересня возведений у сан архієпископа.
На посту ректора проводив політику радянського режиму, спрямовану на формування серед майбутніх священників «радянського патріотизму» та відчуття «долгу» перед радянською державою.

Ми ставимо задачу використати період екзаменаційних сесій для посиления виховання, формування радянського патріотизму, радянської громадянськості та відчуття долгу перед народом, державою, Батьківщиною.
Оригінальний текст (рос.)
Мы ставим задачу использовать период экзаменационных сессий для усиления воспитания, формирования советского патриотизма, гражданственности и чувства долга перед народом, государством, Родиной.
З 18 квітня 1978 року — професор Московської духовної академії. 5 червня 1979 року у МДА архієпископ Володимир захистив магістерську дисертацію на тему: «Еклезіологія у вітчизняному богослов'ї».
3 березня 1976 року — у складі Комісії з питань християнської єдності, у 1978 році був членом комісії з підготовки й проведення святкування 60-річчя відновлення Патріаршества в РПЦ, у 1981–1988 роках входив у комісію з підготовки й проведення святкування тисячоліття Хрещення Русі.
Після возведення в сан митрополита 16 липня 1982 року очолив Ростовську й Новочеркаську єпархію у Російській Федерації.
28 березня 1984 року митрополит Володимир призначений Патріаршим екзархом Західної Європи.
З 30 грудня 1987 року — Керуючий справами Московського Патріархату й постійний член Священного Синоду. 1989 року тимчасово управляв Гаазькою єпархією (Голландія). Наприкінці 80-х рр. митрополит Володимир активно займався суспільною діяльністю. 16 вересня 1988 року на установчій конференції Радянського фонду милосердя й здоров'я був обраний членом президії й правління фонду.
1988 року став членом Центральної виборчої комісії під час виборів народних депутатів СРСР. З 10 квітня 1989 року очолював комісію, створену в грудні 1988 року, з питань вивчення матеріалів, що стосуються реабілітації духовенства й мирян РПЦ.
3 травня 1990 року призначений головою комісії з організації й проведення похорону Патріарха Пимена, потім входив до складу комісії Священного Синоду з питань підготовки Помісного Собору РПЦ. 1990 року митрополит Володимир був одним із 3 кандидатів на Патріарший Престол, другим за кількістю набраних голосів. Помісний Собор обрав Патріархом Московським і всієї Русі Ленінградського й Новгородського митрополита Алексія (Ридигера).

### Митрополит Київський і всієї України
Архієрейський Собор РПЦ 25 — 27 жовтня 1990 році у складі 91 ієрарха РПЦ визначив надати УПЦ МП самостійність у її управлінні, уникнувши необхідності надання канонічної автокефалії УПЦ МП. Найменування «Український Екзархат» було скасовано, а Предстоятелю УПЦ МП було надано титул «Блаженніший Митрополит Київський і всієї України».

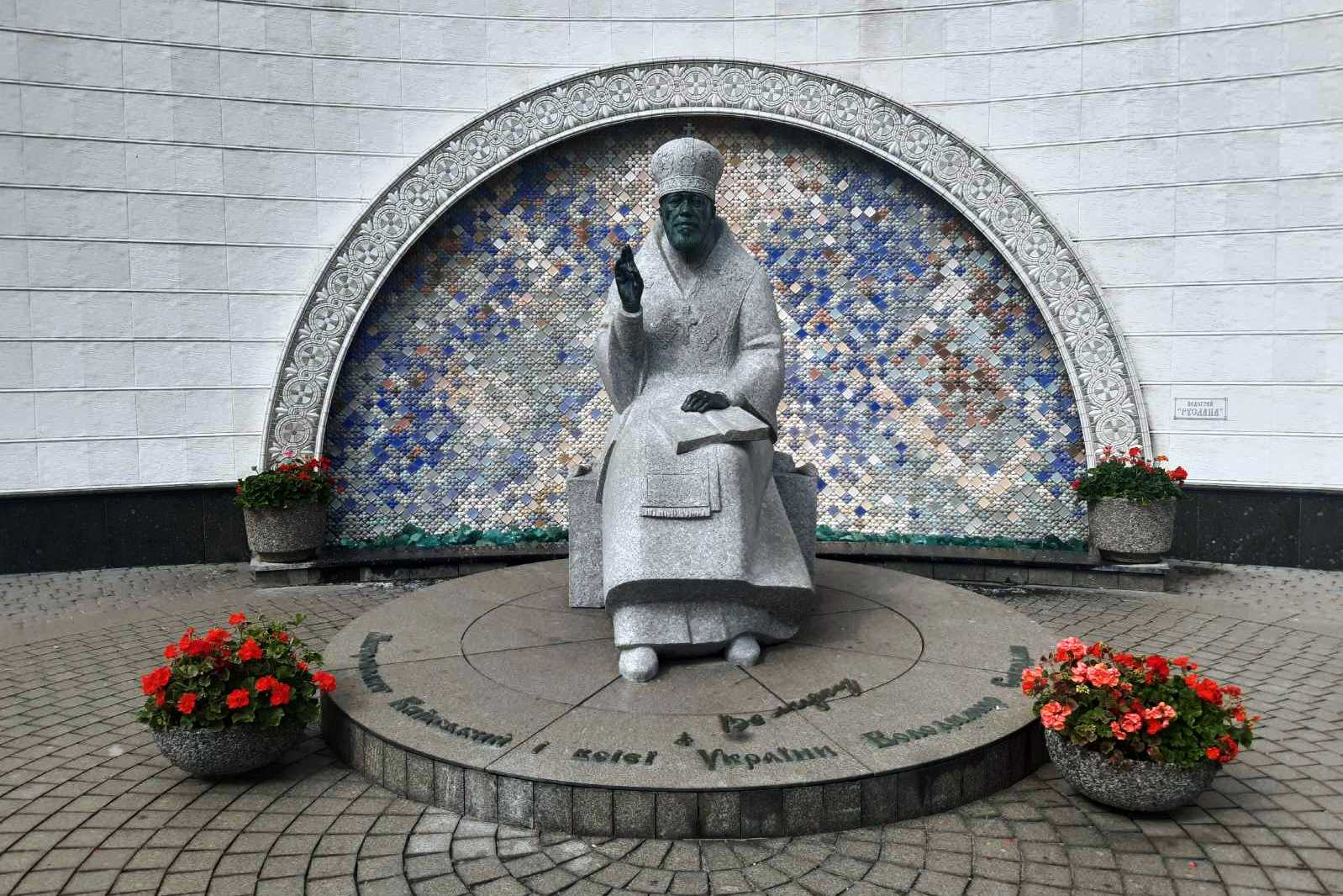
Пам'ятник Володимиру на території Спасо-Преображенського собору на Теремках в Києві

На наступному Архієрейському Соборі в Москві 31 березня — 5 квітня 1992 року предстоятель УПЦ Митрополит Філарет Денисенко пообіцяв подати у відставку у зв'язку з обвинуваченнями на його адресу, проте після повернення до Києва оголосив про відмову скласти обов'язки предстоятеля УПЦ. Саме це, на думку критиків, стало причиною розділення у Православній церкві, яке іноді називають «філаретівським розколом» (офіційна позиція УПЦ МП). З точки зору Української православної церкви Київського патріархату, у Москві його змусили дати обітницю під тиском, а згодом Синод УПЦ МП незаконно усунув його від влади.
27 травня Собор Архієреїв УПЦ відбувся не в Києві, де ситуацію контролював Філарет, а у Харкові, куди й було викликано всіх українських єпископів. Цей Собор «у зв'язку з викриттям у гріхах, не сумісних зі служінням як Предстоятеля УПЦ, і розкольницькою діяльністю», змістив митрополита Філарета з посади Предстоятеля УПЦ, Київської кафедри і відрахував його за штат із забороною у священнослужінні.
Архієрейський Харківський Собор УПЦ більшістю голосів (16 з 18) Предстоятелем УПЦ (МП), Митрополитом Київським і всієї України, обрав митрополита Ростовського і Новочеркаського Володимира, який на той час знаходився на богословській конференції у Фінляндії. З обранням на кафедру Київських святителів першим привітав новообраного Предстоятеля УПЦ 27 травня Президент Фінляндії.
28 травня 1992 року відповідно до 3-го пункту Постанови про УПЦ, прийнятої Архієрейським Собором РПЦ 25 — 27 жовтня 1990 року, Патріарх Алексій ІІ благословив митрополита Володимира на служіння як Предстоятеля Української Церкви. Згідно з цією Постановою, Митрополитові Володимиру в межах України було надано титул «Блаженніший» з правом носіння двох панагій і предносіння хреста під час богослужіння (на Архієрейському Соборі РПЦ 18 — 23 лютого 1997 року титул «Блаженніший» був закріплений за Предстоятелем УПЦ також на канонічній території Російської Церкви).
У цей період у Києві проходив також Собор, який проводив Митрополит Філарет Денисенко.
11 червня 1992 року Архієрейський Собор РПЦ затвердив рішення Харківського собору УПЦ (МП). Помісний Собор УПЦ (МП) 26 червня 1992 року в Києві ухвалив: «Визнати Архієрейський Собор у Харкові від 27 — 28 травня 1992 року канонічним і затвердити всі його діяння й постанови, які вважати законними».
Постанова Архієрейського Собору УПЦ Московського Патріархату була схвалена й прийнята усіма Помісними Православними Церквами. Їхні Глави привітали новообраного Предстоятеля УПЦ Московського Патріархату Митрополита Київського і всієї України Володимира, а також підтримали рішення священноначалля УПЦ Московського Патріархату і РПЦ позбавити сану (а згодом і відлучити від Церкви «за рокзольницьку діяльність») колишнього Київського Митрополита.
20 червня 1992 року Блаженніший Митрополит Володимир прибув у Київ. Його зустрічала велика кількість православних кліриків і мирян. Свою першу проповідь Митрополит Володимир почав словами: «Я прибув не у відрядження і не з-за кордону, я прибув на рідну землю служити людям і незалежній Україні».

### Служіння після 1992 року
УПЦ московського патріархату складається з 35 єпархій, кількість парафій зросла з 5,5 тис. в 1991 році до 10,763 в 2006 році. Ці громади опікують близько 9 тисяч священнослужителів. Кількість монастирів збільшилася з 32 у 1991 році до 161 у 2006 році; у них несуть послух близько 5 тисяч ченців.
На час обрання Володимира, в УПЦ МП функціонували чотири Духовні семінарії й академія, до 2006 року кількість духовних закладів зросла до 16. Діє близько 4 тисяч недільних шкіл. УПЦ МП має більше 100 періодичних видань, у багатьох єпархіях налагоджені відносини з регіональними теле- і радіоагентствами.
У Володимира були почесні докторати кількох університетів і світових наукових закладів, він був дійсним членом Міжнародної академії інформатизації (при Екологічній і соціальній раді ООН) і Міжнародної кадрової академії Ради Європи.
У березні 1996 року Володимира обрано почесним головою Міжнародного комітету при ООН з питань святкування 2000-річчя Різдва Христового.
Володимир — відомий православний проповідник, богослов, духовний письменник і поет. У 1997–1998 роках вийшло у світ 6-томне видання його праць.

### Смерть та поховання
Помер 5 липня 2014 року в м. Києві. Після літургії, яка відбулася 7 липня 2014 року, на площі перед Успенським собором Києво-Печерської лаври, був похований на чернечому цвинтарі біля храму Різдва Пресвятої Богородиці поблизу Дальніх печер лаври.
10 січня 2023 року, слідчий підрозділ Печерського управління поліції в Києві відкрив кримінальне провадження за ч. 3 ст. 297 (наруга над могилою, іншим місцем поховання або над тілом померлого) КК України за фактом наруги над могилою колишнього митрополита і предстоятеля УПЦ МП Володимира (Сабодана) в м. Києві. «За попередніми даними, до вказаного злочину імовірно причетні садівник лаври архідиякон Філарет (Новодон), монах Арсеній, позаштатний помічник намісника лаври митрополита Павла (Лебедя) Олексій Бондаренко, які є підконтрольними зазначеному ієрарху УПЦ», — повідомили у поліції. За даними ЗМІ, у ніч із 6 на 7 січня невідомі підпалили два білі клобуки (головний убір архиєрея церкви у сані митрополита) на могилі Сабодана, що знаходиться на території Києво-Печерської Лаври.

## Нагороди

### Україна
- Звання Герой України з врученням ордена Держави (9 липня 2011) — за видатні особисті заслуги в утвердженні духовності, гуманізму та милосердя в суспільстві, багатолітнє сумлінне служіння Українському народові, з нагоди 45-річчя хіротонії та 20-ї річниці незалежності України[7][8].
- Орден Свободи (23 листопада 2010) — за видатні особисті заслуги в утвердженні миру і суспільної злагоди, багатолітню подвижницьку діяльність з відродження духовності та національно-культурної самобутності Українського народу[9]
- Орден князя Ярослава Мудрого:
  - I ступеня (22 липня 2008) — за визначний особистий внесок в утвердження духовності, гуманізму та милосердя, багаторічну плідну церковну діяльність та з нагоди 1020-річчя хрещення Київської Русі[10]
  - II ступеня (23 листопада 2005) — за багаторічну церковну, благодійну і милосердницьку діяльність та з нагоди 70-річчя від дня народження[11]
  - III ступеня (19 червня 2002) — за визначний особистий внесок в утвердження православ'я в Україні, розвиток міжконфесійних зв'язків, багаторічну плідну церковну діяльність[12]
  - IV ступеня (20 листопада 2000) — за видатні особисті заслуги перед Українською державою в сфері державно-церковних відносин, плідну благодійну і милосердницьку діяльність та у зв'язку з 65-річчям від дня народження[13]
  - V ступеня (28 липня 1999) ступеня — за багаторічну плідну церковну діяльність, спрямовану на утвердження православ'я в Україні[14]

### СРСР
- Орден Дружби народів (1988)

### РФ
- Орден Олександра Невського (11 липня 2013) — за великий внесок у розвиток дружніх відносин між народами і зміцнення духовних традицій[15]
- Орден Пошани (28 червня 2005) — за заслуги у розвитку духовних і культурних традицій та зміцненні російсько-українських відносин[16]
- Орден Дружби (19 січня 2004) — за великий внесок у зміцнення і розвиток духовних зв'язків, дружби та співробітництва між народами Російської Федерації і України[17]

### Церковні нагороди
- Нагороджений орденами РПЦ: прп. Сергія Радонезького 1-го ступеня (1979), рівноап. кн. Володимира 1-го ступеня (1985), ап. Андрія Первозваного (2000), орденом УПЦ Московського патріархату преподобних Орден Антонія і Феодосія Печерських 1-го ступеня, орденами всіх Помісних Православних Церков.

## Вшанування пам'яті
У місті Київ є вулиця Митрополита Володимира Сабодана.

## Родичі
- Дядько Іван Сабодан і рідний брат Олексій були учасниками підпілля ОУН[18].